# Peter Schallenberg
Peter Schallenberg (* 25. August 1963 in Oberhausen) ist ein deutscher römisch-katholischer Moraltheologe und christlicher Sozialwissenschaftler.

## Leben
Nach seinem Abitur 1982 am Gymnasium Laurentianum Arnsberg studierte Schallenberg Katholische Theologie und Philosophie an der Theologischen Fakultät Paderborn, ab 1984 an der Pontificia Università Gregoriana und im Collegium Germanicum et Hungaricum. Mit Abschluss des Studiums 1987 wurde er in Rom zum Diakon geweiht, ebenda empfing er für das Erzbistum Paderborn am 10. Oktober 1988 die Priesterweihe. 1991 wurde Schallenberg als Alumne des Collegium Teutonicum am Campo Santo mit der Arbeit Die Entwicklung des theologischen Naturrechtes in der späten Neuscholastik des deutschen Sprachraumes bei Klaus Demmer promoviert.
1991 bis 1995 folgte seine erste Tätigkeit als Vikar in Schwerte. 1994 wurde Schallenberg Diözesanjugendseelsorger, 2000 Diözesanseelsorger der Malteser im Erzbistum Paderborn. 1995 wurde er Subsidiar in Clarholz. 1997 erfolgte in Nachfolge von Reinhard Marx die Ernennung Schallenbergs zum Direktor des Sozialinstituts Kommende Dortmund des Erzbistums Paderborn. Während seiner Tätigkeit in der Kommende war Msgr. Schallenberg Subsidiar in der St.-Ewaldi-Gemeinde im Dortmunder Stadtteil Aplerbeck.
Parallel zu einem Lehrauftrag für theologische Ethik an der Bergischen Universität Wuppertal habilitierte er sich 2003 in Moraltheologie an der Westfälischen Wilhelms-Universität in Münster mit der Arbeit Liebe und Subjektivität. Das Gelingen des Lebens im Schatten des „amour pur“ als Programm theologischer Ethik.
Im Mai 2004 erhielt Schallenberg einen Ruf auf die Professur für Moraltheologie und Christliche Sozialwissenschaften an der Theologischen Fakultät Fulda. Im selben Jahr wurde er Studentenseelsorger der Katholischen Hochschulgemeinde (KHG) in Fulda. Hier wurde er im Jahre 2006 zum Diözesanseelsorger der Malteser im Bistum Fulda bestellt; seit 2007 ist er Magistralkaplan des Souveränen Malteserordens.
Seit 2008 ist Schallenberg Inhaber des Lehrstuhls für Moraltheologie und Ethik an der Theologischen Fakultät Paderborn. Er hatte Gastprofessuren am Pontificio Istituto „Giovanni Paolo II“ der Päpstlichen Lateran-Universität, Rom, und an der Theologischen Hochschule Alba Iulia in Siebenbürgen inne.
Zum 1. April 2010 übernahm Peter Schallenberg das Direktorat der Katholischen Sozialwissenschaftlichen Zentralstelle (KSZ) in Mönchengladbach und löste Anton Rauscher SJ ab, der das Amt 46 Jahre lang innehatte.
Papst Franziskus berief Schallenberg 2018 als Konsultor in das von Peter Kardinal Turkson geleitete Dikasterium für die ganzheitliche Entwicklung des Menschen im Vatikan.

## Wirken
Die Forschungsschwerpunkte von Schallenberg sind die Christliche Sozialethik, Ethik der Sozialen Marktwirtschaft sowie die Christliche Gesellschaftslehre. Hierzu hat er zahlreiche Schriften und Werke publiziert. Er ist Mitherausgeber der Zeitschrift Amos international.
Er ist seit 2006 Mitglied der Päpstlichen Stiftung Centesimus Annus Pro Pontifice (CAPP) und engagiert sich für die Ethik in Wirtschaftsfragen. Darüber hinaus ist er Berater des Bundes Katholischer Unternehmer (BKU). Seit 2007 ist Schallenberg Mitglied in der Vereinigung deutschsprachiger Moraltheologen und Sozialethiker und in der Societas Ethica. Seit 2011 gehört er der Kommission Sozialpolitik und Gesellschaft des Deutschen Caritasverbandes an. Seit 2012 Geistlicher Beirat des Bundesverbandes der Katholiken in Wirtschaft und Verwaltung (KKV) im Auftrag der Deutschen Bischofskonferenz. Er ist Vorsitzender der Ethik-Kommission der St. Vinzenz Krankenhausgesellschaft Paderborn. Er ist Vorsitzender des Sozialwissenschaftlichen Arbeitskreises der St. Klemens Kommende Dortmund (Sozialinstitut des Erzbistums Paderborn).
Peter Schallenberg engagiert sich für zahlreiche Initiativen im Heiligen Land. 1998 wurde Schallenberg von Kardinal-Großmeister Carlo Kardinal Furno zum Ritter des Ritterordens vom Heiligen Grab zu Jerusalem ernannt und am 9. Mai 1998 im Mainzer Dom durch Erzbischof Anton Schlembach, Großprior der Deutschen Statthalterei, in die Deutsche Statthalterei investiert. Er ist Komtur des Ordens.
In Rom wurde Schallenberg Mitglied der katholischen Studentenverbindung KAV Capitolina zu Rom im CV, 2003 auch der KDStV Bergland (Freiberg) Aachen, sowie der KDStV Sauerlandia Münster, der KDStV Guestfalo-Silesia Paderborn und der KaV Norica Wien. Seit 2023 ist er bestellter Seelsorger des Cartellverbandes katholische deutschen Studentenverbindungen und damit Nachfolger von Kardinal Jean-Claude Hollerich in diesem Amt. Er ist seit 1994 Mitglied der Rotarier.

## Ehrungen und Auszeichnungen
- Aufnahme in den Ritterorden vom Heiligen Grab (1998)
- Ernennung zum Päpstlichen Ehrenkaplan (Monsignore) durch Papst Johannes Paul II. (2000)
- Komturkreuz des Ritterordens vom Heiligen Grab (2008)
- Aufnahme in die Bruderschaft von Santa Maria dell’Anima („Animabruderschaft“) (2015)

## Mitgliedschaften
- Mitglied im Wissenschaftlichen Beirat des Johann-Adam-Möhler-Instituts für Ökumenik  in Paderborn
- Mitglied im Kuratorium der St. Klemens Kommende, Dortmund (Sozialinstitut des Erzbistums Paderborn)
- Mitglied im Nachhaltigkeitsbeirat der Bank für Kirche und Caritas, Paderborn
- Mitglied im Beirat der Verlagsgesellschaft Lensing, Dortmund
- Mitglied der Kommission VI der Deutschen Bischofskonferenz
- Berater der Bischöflichen Arbeitsgruppe „Europa“ der Deutschen Bischofskonferenz
- Mitglied der Vereinigung deutschsprachiger Moraltheologen und der AG „Theologie und Spiritualität“
- Member of the Editorial Board von Eastern Journal of Dialogue and Culture (University of Calicut, Kerala, Indien) und von Studia Theologica Transsylvaniensia (Theologische Hochschule Alba Iulia Rumänien)
- Mitglied im Wissenschaftlichen Beirat von Ordo Socialis
- Mitglied des Exposure und Dialogprogramm e. V. der Deutschen Kommission Justitia et Pax.

## Schriften (Auswahl)
- Ihr seid der Brief Christi: Priestersein im Zeugnis von Therese von Lisieux, Johannes XXIII. und Romano Guardini, Bonifatius Verlag, Paderborn 1999, ISBN 3-89710-102-5, zusammen mit Reinhard Marx
- Caritatives Handeln zwischen Bibel und Bilanz, Verlag Dr. Wilhelm Hopf 1999, ISBN 3-8258-4271-1, zusammen mit Josef Lüttig
- Zur Mission herausgefordert ?, Bonifatius Verlag, Paderborn 1999, ISBN 3-89710-107-6, zusammen mit Thomas Schäfers, Udo Zelinka
- Moraltheologie, Christliche Gesellschaftslehre, Bonifatius Verlag, Paderborn 2002, ISBN 3-89710-183-1
- Liebe und Subjektivität, Aschendorff, Münster 2003, ISBN 3-402-03967-2
- Glücksverheißungen, Heilige Schriften und Menschheitsgeschichte, Aschendorff Verlag 2004, ISBN 3-402-03439-5, zusammen mit Alfred Bellebaum
- Jenseits des Paradieses – Ethische Anstöße für den Alltag, Aschendorff Münster 2007, ISBN 978-3-402-11786-6
- Katholische Soziallehre konkret – Politische Handlungsfelder und christliches Wort, dialogverlag, Münster 2008, ISBN 978-3-937961-93-4, zusammen mit Johannes Bernhard
- Vom Glück des Glaubens, Sankt Ulrich Verlag Augsburg 2008, ISBN 3-86744-050-6
- Gott, das Gute und der Mensch. Grundlagen katholischer Moraltheologie, Bonifatius Verlag, Paderborn 2009, ISBN 978-3-89710-450-1
- Herr, lass mich nicht scheitern: Grenzerfahrungen und die Frage nach Gott, Butzon & Bercker 2013, ISBN 978-3-7666-1770-5
- Zeitschrift für Marktwirtschaft und Ethik. Nr. 4. Verlag Traugott Bautz, Nordhausen 2016, ISBN 978-3-95948-121-2.
- mit Arnd Küppers: DOCAT: Was tun?, YOUCAT Foundation 2016, ISBN 978-3-945148-06-8
- Ethik und Ewigkeit: Wegmarken einer spirituellen Moraltheologie, Verlag Ferdinand Schöningh 2016, ISBN 978-3-506-78438-4
- Gut besser Gott: Moralische Grundbegriffe, Bonifatius 2021, ISBN 978-3-89710-898-1. (Ankündigung)
- mit Peter Kardinal Turkson und Ulrich Schürenkrämer: Ethisches Investment (= Kirche und Gesellschaft Grüne Reihe, hrsg. von der Katholischen Sozialwissenschaftlichen Zentrallstelle Mönchengladbach Nr. 485). Mönchengladbach 2021, ISSN 2699-2485.
- mit Alexander Kaiser: Gesundheit, Freiheit und die Pflicht zur Impfung in Zeiten von Corona (= Kirche und Gesellschaft Grüne Reihe, hrsg. von der Katholischen Sozialwissenschaftlichen Zentrallstelle Mönchengladbach Nr. 487). Mönchengladbach 2022, ISSN 2699-6278.
- Päpstliche Stiftung Centesimus Annus pro Pontifice – Deutsche Sektion (Herausgeber) mit Ulrich Schürenkrämer, Elmar Nass, Peter Schallenberg, Sylvia Trimborn-Ley, Christoph Wagener sowie Peter Kardinal Turkson (Vorwort): Mensuram Bonam. Glaubensbasierte Maßstäbe für katholische Kapitalanleger: Ein Ausgangspunkt und Aufruf zum Handeln, Herder Freiburg 2025, ISBN 978-3-451-60159-0